# Jelle Vanendert
Jelle Vanendert (Neerpelt, 19 de febrero de 1985) es un ciclista belga que fue profesional entre 2004 y 2021.
Su hermano Dennis Vanendert también fue ciclista profesional y llegó a correr en el mismo equipo. Su primo Roy Sentjens fue también corredor profesional, en el Team Milram.

## Biografía
Jelle Vanendert pasó a profesional en 2004 con el equipo belga Jartazi-Granville Team. Vencedor de la Flecha Flamenca y quinto en el Campeonato del Mundo sub-23 en 2006, al año siguiente fichó por el equipo francés del Pro Tour la Française des Jeux junto con su compañero Tom Stubbe. En 2009, de nuevo junto a Tom, fichó por el equipo belga Silence-Lotto. En 2011 logró su triunfo más importante, una etapa del Tour de Francia con final en Plateau de Beille.
En el equipo Lotto estuvo hasta el año 2019. De cara a 2020 se incorporó al Bingoal-WB, equipo con el que compitió hasta su retirada al año siguiente.

## Palmarés
2006
- GP Waregem
- 1 etapa de la Ronde d'Isard

2007
- Flecha Flamenca

2011
- 1 etapa del Tour de Francia

2018
- 1 etapa de la Vuelta a Bélgica

## Resultados en Grandes Vueltas y Campeonatos del Mundo
| Carrera         | Carrera         | 2004 | 2005 | 2006 | 2007 | 2008  | 2009 | 2010 | 2011 | 2012 | 2013 | 2014 | 2015 | 2016 | 2017 | 2018 | 2019 | 2020 | 2021 |
| --------------- | --------------- | ---- | ---- | ---- | ---- | ----- | ---- | ---- | ---- | ---- | ---- | ---- | ---- | ---- | ---- | ---- | ---- | ---- | ---- |
|                 | Giro de Italia  | —    | —    | —    | —    | —     | Ab.  | —    | —    | —    | —    | —    | —    | 92.º | —    | —    | Ab.  | —    | —    |
|                 | Tour de Francia | —    | —    | —    | —    | —     | —    | —    | 19.º | 29.º | —    | —    | —    | —    | —    | Ab.  | —    | —    | —    |
|                 | Vuelta a España | —    | —    | —    | —    | 101.º | —    | Ab.  | —    | —    | Ab.  | —    | 82.º | —    | —    | —    | —    | —    | —    |
| Mundial en Ruta | Mundial en Ruta | —    | —    | —    | —    | —     | —    | —    | —    | —    | —    | Ab.  | —    | —    | —    | —    | —    | —    | —    |

—:no participa

Ab.: abandono

## Equipos
- Jartazi-Granville Team (2004)
- Bodysol-Win for Life-Jong Vlaanderen (2005-2006)
- Chocolade Jacques-Topsport Vlaanderen (2007)
- Française des Jeux (2008)
- Lotto (2009-2019)
  - Silence-Lotto (2009)
  - Omega Pharma-Lotto (2010-2011)
  - Lotto Belisol Team (2012)
  - Lotto Belisol (2013-2014)
  - Lotto Soudal (2015-2019)
- Bingoal-WB (2020-2021)
  - Bingoal-WB (2020-03.2021)
  - Bingoal Pauwels Sauces WB (03.2021-12.2021)